# Apamea toulechkoffi
Apamea toulechkoffi là một loài bướm đêm trong họ Noctuidae.